# Андроцид
Андроцид (от др.-греч. ἀνήρ «мужчина» + лат. -cide «убийство») — термин, обозначающий систематические убийства мужчин, юношей, мальчиков — по принципу принадлежности к мужскому полу.
В проактивном сценарии человеческих обществ андроцид может быть преднамеренной целью, возможно, с целью ослабления наступательных способностей противника. Андроцид также являлся характерной чертой литературы в древнегреческой мифологии

## В современном гендерном дискурсе
Мужчины переживают 75% убийств в РФ и 80% убийств во всём мире. В частности, 92% переживших насилие и 98% убитых на почве ненависти за 2010-2024 годы в РФ были мужчинами. Мужчины-некомбатанты остаются наиболее частыми жертвами массовых убийств и геноцидов, а также целого ряда менее жестоких преступлений и злоупотреблений.
В более пассивном сценарии андроцидом может считаться ситуация, когда общество в целом участвует или допускает уничтожение значительной части мужчин и юношей во время призыва на военную службу. Некоторые организации и издатели утверждают, что преследование мужчин является современной проблемой войны. Также андроцид рассматривается в потенциальных ситуациях, когда между полами существуют разногласия (см. мизандрия).